# François Gauthier-Drapeau
François Gauthier-Drapeau (Alma, 27 de enero de 1998) es un deportista canadiense que compite en judo. Ganó tres medallas en el Campeonato Panamericano de Judo entre los años 2022 y 2024, en la categoría de –81 kg.

## Palmarés internacional
| Campeonato Panamericano | Campeonato Panamericano | Campeonato Panamericano | Campeonato Panamericano |
| Año                     | Lugar                   | Medalla                 | Categoría               |
| ----------------------- | ----------------------- | ----------------------- | ----------------------- |
| 2022                    | Lima (Perú)             | Medalla de bronce       | –81 kg                  |
| 2023                    | Calgary (Canadá)        | Medalla de oro          | –81 kg                  |
| 2024                    | Río de Janeiro (Brasil) | Medalla de plata        | –81 kg                  |